# Benedito Diniz
Benedito de Freitas Diniz (Brejo, MA, 9 de outubro de 1909 – Rio de Janeiro, RJ, 26 de novembro de 1998) foi um militar e político brasileiro que representou o Maranhão na Câmara dos Deputados.

## Dados biográficos
Filho de Domingos Freitas Diniz e Júlia Veiga Diniz. Sentou praça no Exército Brasileiro em abril de 1927 e dez anos depois chegou à patente de capitão após servir no 24º Batalhão de Infantaria de Selva em São Luís e na 23ª Circunscrição de Serviço Militar em João Pessoa. Nos últimos dias do Estado Novo ingressou no PSD sendo eleito suplente de deputado federal pelo Maranhão em 1945 e efetivado com a eleição de Vitorino Freire para senador em 1947. Anos depois migrou para o PST, mas não se reelegeu à Câmara dos Deputados. Todavia foi chefe de polícia e comandante da Polícia Militar do Maranhão mediante escolha do governador Eugênio de Barros.
Eleito deputado federal via PSD em 1954, foi realocado como suplente quando a Justiça Eleitoral acolheu um recurso e impugnou as urnas da 41ª Zona Eleitoral determinando a recontagem dos votos, decisão confirmada pelo Tribunal Regional Eleitoral do Maranhão à 1º de março de 1955. Por esta razão Pedro Braga foi efetivado no lugar de Benedito Diniz, que a partir de então atendeu a convocações esporádicas durante a legislatura, a mais extensa delas quando Newton Belo foi secretário de Justiça no governo José de Matos Carvalho. Não sendo reeleito em 1958, Diniz encerrou a carreira política e passou à reserva em 1960 como general de brigada.
Tio de Freitas Diniz, engenheiro civil e político brasileiro que também foi deputado federal pelo Maranhão.